# Claudio Biaggio
Claudio Biaggio, född 2 juli 1967, är en argentinsk tidigare fotbollsspelare.
Claudio Biaggio spelade 1 landskamp för det argentinska landslaget.